# Stypiura rufiventris
Stypiura rufiventris är en stekelart som först beskrevs av Frédéric Jules Sichel 1866.  Stypiura rufiventris ingår i släktet Stypiura och familjen bredlårsteklar. Inga underarter finns listade i Catalogue of Life.